# Climacodon
Climacodon P. Karst. (zębniczek) – rodzaj grzybów z rodziny strocznikowatych (Meruliaceae).

## Charakterystyka
Grzyby o bazydiokarpie złożonym z kapelusza i trzonu oraz z kolczastym hymenoforem. Wysyp zarodników biały. Górna sterylna powierzchnia włókienkowata do szorstkiej. System strzępkowy monomityczny, strzępki generatywne z prostymi przegrodami, ale na niektórych przegrodach są sprzążki. Są cystydy w postaci gleocystyd, lub grubościennych cystyd. Podstawki maczugowate z 4-sterygmami i prostą przegrodą u podstawy. Bazydiospory elipsoidalne, gładkie, cienkościenne, nieamyloidalne.
Climacodon można łatwo rozpoznać po dachówkowato rosnących, dużych, owłosionych owocnikach z kolczastym hymenoforem. Niektórymi szczegółami budowy mikroskopowej przypomina Hericium, ale ten ostatni ma bazydiospory amyloidalne i jest klasyfikowany filogenetycznie do Russulales, podczas gdy Climacodon należy do Polyporales. Jest również morfologicznie blisko Mycorrhaphium, który ma strzępki szkieletowe w kolcach i kontekście, oraz Mycoleptodonoides o monomitycznym systemie strzępkowym, ale nie ma on gleocystyd. Ponadto Mycorrhaphium i Mycoleptodonoides mają podstawki ze sprzążkami.

## Systematyka i nazewnictwo
Pozycja w klasyfikacji według Index Fungorum: Meruliaceae, Polyporales, Incertae sedis, Agaricomycetes, Agaricomycotina, Basidiomycota, Fungi.
Takson utworzył w 1881 roku Petter Karsten. Gatunkiem typowym jest Climacodon septentrionalis (Fr.) P. Karst. Synonim naukowy: Donkia Pilát.
Polską nazwę podali Barbara Gumińska i Władysław Wojewoda w 1983 r.
Gatunki:
- Climacodon chlamydocystis Maas Geest. 1971
- Climacodon dubitativus (Lloyd) Ryvarden 1992
- Climacodon javanicus (Pat.) Decock & Ryvarden 2021
- Climacodon pulcherrimus (Berk. & M.A. Curtis) Nikol. 1961
- Climacodon sanguineus (Beeli) Maas Geest. 1971
- Climacodon septentrionalis (Fr.) P. Karst. 1881 – zębniczek północny

Wykaz gatunków i nazwy naukowe na podstawie Index Fungorum. Nazwy polskie według Władysława Wojewody.